# Unione delle suore della Presentazione della Beata Vergine Maria
L'Unione delle Suore della Presentazione della Beata Vergine Maria (in inglese Union of Sisters of the Presentation of the Blessed Virgin Mary) è un istituto religioso femminile di diritto pontificio: i membri di questa congregazione pospongono al loro nome la sigla P.B.V.M.

## Storia

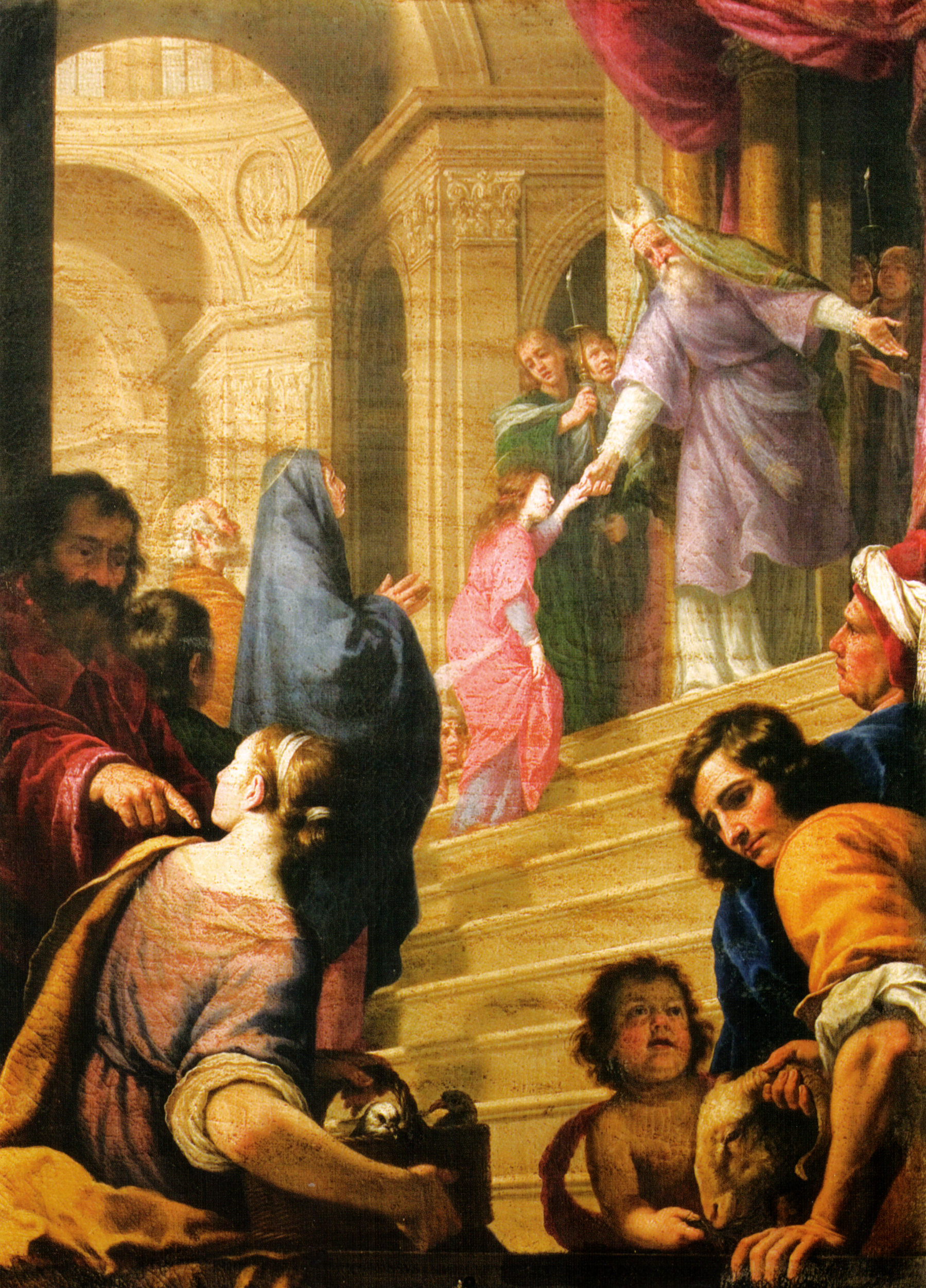
La Presentazione di Maria al tempio: opera di Alfonso Boschi

La congregazione venne fondata a da Nano Nagle (1718-1784). Trascorsa la giovinezza in Francia, la Nagle rimase colpita dallo stato di abbandono morale e materiale in cui versava la popolazione irlandese: tra il 1746 e il 1771 aprì a Cork sette scuole e asili per assistere la gioventù povera e abbandonata. Chiamò a dirigere i suoi istituti le religiose Orsoline francesi, ma la clausura imposta alle religiose dalla loro regola e il fatto che erano tradizionalmente orientate alla formazione delle fanciulle delle classi agiate rendevano difficoltosa e poco proficua la loro opera.
La Nagle pensò allora di dare inizio a un nuovo istituto, detto delle Suore dell'Istruzione Caritatevole del Sacro Cuore, ispirato a un'omonima congregazione sorta a Parigi per opera di Jean-Jacques Olier: la fondatrice e altre tre aspiranti iniziarono il noviziato il 24 dicembre 1775, presero l'abito religioso il 24 giugno 1776 e il 24 giugno 1777 emisero la loro professione dei voti alla presenza del vescovo di Cork, John Butler. La Nagle venne eletta superiora generale l'8 settembre 1778.
L'apostolato della congregazione si estese presto dall'istruzione all'assistenza agli infermi e nel 1783 le religiose, che cambiarono presto il loro titolo in Suore della Presentazione della Beata Vergine Maria, aprirono un ospizio per anziane povere. L'opera della Nagle venne apprezzata e sostenuta economicamente da Edmund Ignatius Rice, che si ispirò al suo istituto quando fondò i suoi Fratelli Cristiani e Fratelli della Presentazione.
L'istituto venne approvato una prima volta da papa Pio VI con breve del 3 settembre 1791 come congregazione di voti semplici; il 9 aprile 1805 papa Pio VII concesse alle Suore Presentazione un nuovo decreto d'approvazione, ma trasformò le suore in religiose di clausura, con voti solenni di povertà, obbedienza, castità e educazione delle fanciulle povere, e proibì loro l'assistenza ai malati a domicilio.
I monasteri di Suore della Presentazione, tutti autonomi tra loro e con noviziati interni, si diffusero rapidamente in numerosi paesi anglosassoni e presto iniziarono a federarsi dando origine a nuove congregazioni indipendenti. Con decreto del 25 giugno 1976 la Congregazione per i Religiosi autorizzò l'unione di 17 gruppi e 4 case autonome di Suore della Presentazione: il decreto venne promulgato il 19 luglio 1976 davanti al capitolo generale dell'Unione. La congregazione continuò ad accrescersi attraverso la fusione di altri gruppi di religiose della Presentazione.

## Attività e diffusione
Le Suore della Presentazione si dedicano all'istruzione e all'educazione cristiana della gioventù.
Sono presenti in Europa (Irlanda, Regno Unito, Slovacchia), Asia (Filippine, India, Pakistan, Thailandia), Africa (Zambia, Zimbabwe), America (Cile, Ecuador, Perù, Stati Uniti d'America) e Nuova Zelanda; la sede generalizia è a Monasterevin, nella contea di Kildare.
Al 31 dicembre 2005 l'istituto contava 1 340 religiose in 248 case.